# Chaitophorus israeliticus
Chaitophorus israeliticus är en insektsart. Chaitophorus israeliticus ingår i släktet Chaitophorus och familjen långrörsbladlöss. Inga underarter finns listade i Catalogue of Life.